# Таблиця народів (Штирія)

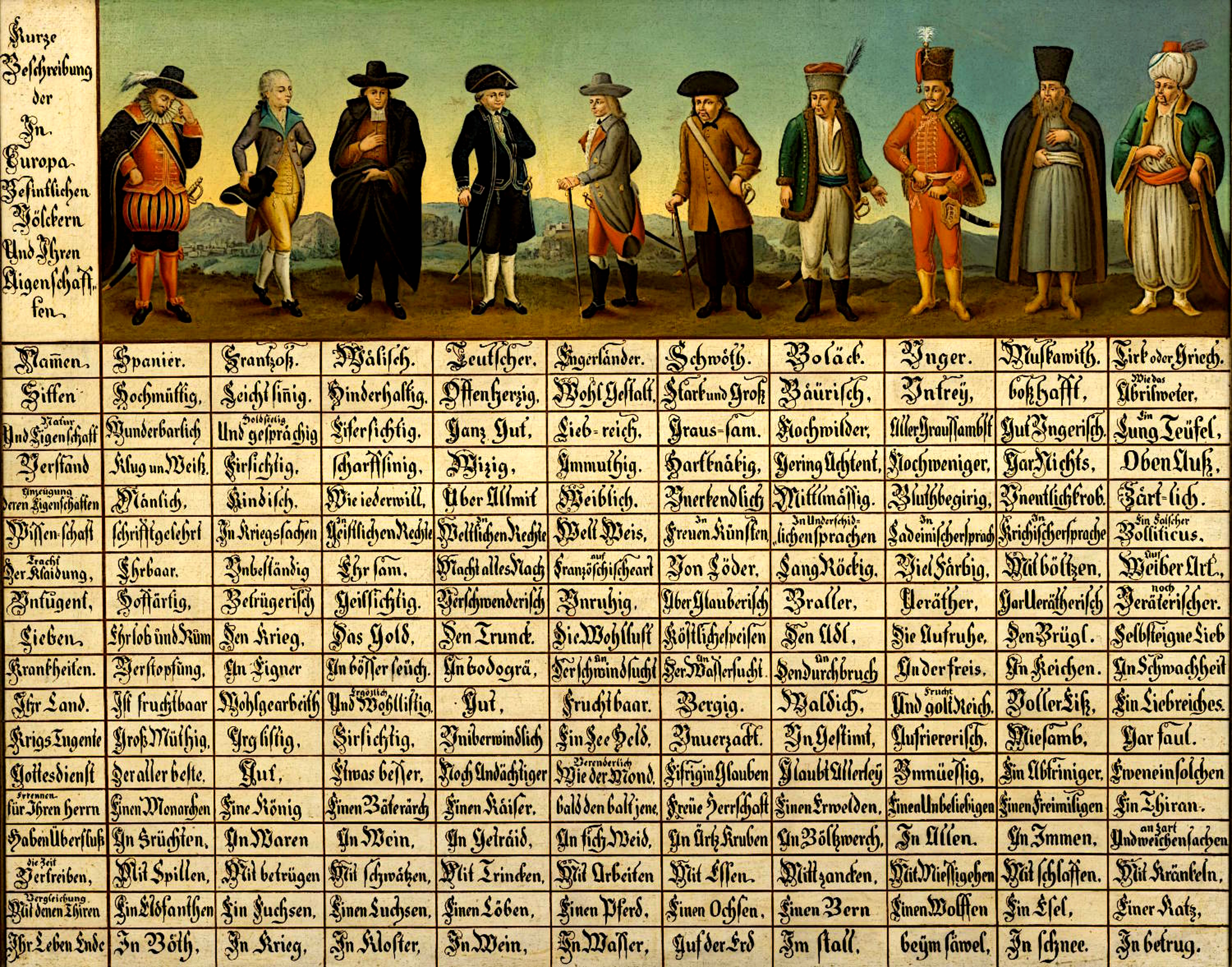
Фолькертафель (невідомий художник, XVIII ст.)

Таблиця народів з Штирії або Фолькертафель (нім. Völkertafel) — картина маслом невідомого художника, яка була створена на початку 18 століття у Штирії, Австрія. Картина є ілюстрованим описом європейських народів з таблицею їх характеристик. Це зображення, яке походить з раннього нового періоду, тепер можна розглядати як джерело історичних етнічних стереотипів. 

## Поява
Точні дані про рік і місце створення Таблиці народів невідомі, але, ймовірно, вона була створена в першій третині XVIII ст. Є принаймні шість її копій, але визначити яка з них є оригіналом не вдалося.
Мідна гравюра з Аугсбурга під назвою «Aigentliche Vorstell- und Beschreibung der Fürnehmsten in EUROPA befindlichen Land-Völcker» дуже схожа за змістом і структурою на Таблицю народів. Так звана гравюра Леопольда (на ім'я гравера Фрідріха Леопольда) була створена між 1718 і 1726 роками і найімовірніше послужила зразком для таблиці народів, за винятком самого зображення окремих народів.  Мовні форми та правопис використані в таблиці відповідають тим, що були роповсюджені в Австрії та південній Німеччині у 18 столітті.

## Місця зберігання
Три екземпляри знаходяться у приватній власності, а ще три зберігаються в колекції Австрійського музею фольклору у Відні та в краєзнавчих музеях у Бад-Аусзе і Мушамі. Один екземпляр можна побачити у приймальні колишнього монастиря Махерн на Мозелі (біля Бернкастель-Кюса)  Ще один знаходиться в краєзнавчому музеї Гайлталер у замку Мьодерндорф.

## Структура і зміст
Таблиця народів(104×126 см) має заголовок «Короткий опис народів Європи та їх характеристики». 
У верхній частині по горизонталі розташовані пліч-о-пліч зображення десяти чоловіків у старовинному одязі, які представляють відповідні народи над таблицею з назвами народів (збігаються із зображеннями) та їх характеристиками по вертикалі.
У списку зліва направо: «Spanier», «Frantzoß», «Wælisch», «Teutscher», «Engerländer», «Schwœth», «Boläck», «Unger», «Muskawith» і «Tirk oder Grich» (іспанець, француз, італієць, німець, англієць, швед, поляк, угорець, московіт, турок чи грек). У цьому порядку також можна помітити певну послідовнсть оцінки народів від Заходу до Сходу.

На складання характеристик народів вплинули не лише зустрічі з представниками відповідних іноземних народів чи теорія кліматичних зон, але й за словами Франца К. Штанцеля передусім письмові свідчення того часу, тобто, крім енциклопедій та етнографічних творів, також звіти про подорожі, збірники листів і сатиричних віршів. 

## Вміст
| ×                         | Іспанець          | Француз            | Італієць           | Німець                  | Англієць                     | Швед              | Поляк                 | Угорець                    | Московіт             | Турок чи грек          |
| ------------------------- | ----------------- | ------------------ | ------------------ | ----------------------- | ---------------------------- | ----------------- | --------------------- | -------------------------- | -------------------- | ---------------------- |
| Манера поведінки          | Гордий            | Легковажний        | Підступний         | Відкритий               | Приємний                     | Сильний і великий | Селянин               | Невірний                   | Злий                 | Як квітнева погода     |
| Склад характеру           | Чудовий           | Добрий і балакучий | Ревнивий           | Досить добрий           | Ласкавий                     | Жорстокий         | Ще жорстокіший        | Найжорстокіший             | Справді угорський    | Брехливий диявол       |
| Розум                     | Розумний і мудрий | Обережний          | Прозорливий        | Дотепний                | Витончений                   | Упертий           | Зневажливий           | Зневажливий                | Зовсім нічого        | "На вершині"           |
| Риси характеру            | Чоловічий         | Дитячий            | Опортуністичний    | Приймає у всьому участь | Жіночий                      | Незбагненний      | Посередній            | Кровожерливий              | Безмежно грубий      | Ласкавий               |
| Науки                     | Писарство         | Мистецтво війни    | Церковне право     | Право                   | Географія                    | Вільні мистецтва  | Лінгвістика           | Латинська мова             | Грецька мова         | Обманна політика       |
| Одяг                      | Порядний          | Різноманітний      | Почесний           | Копіює все              | Слідкує за французькою модою | Шкіряний          | Довгі спідниці        | Різнокольоровий            | Хутровий             | Жіночий                |
| Пороки                    | Марнославний      | Шахрайський        | Похітливий         | Марнотратний            | Неспокійний                  | Забобонний        | Ненажерливий          | Зрадницький                | Ще більш зрадницький | Найзрадницький         |
| Захоппення                | Честь і слава     | Війна              | Золото             | Випивка                 | Розваги                      | Смачна їжа        | Дворянство            | Бунт                       | Бійка                | Самозакоханість        |
| Хвороби                   | Запор             | Сифіліс            | Погані епідемії    | Подагра                 | Туберкульоз                  | Водянка           | Діарея                | Епілепсія                  | Коклюш               | Прострація             |
| Їхня земля                | Родюча            | Добре оброблена    | Красива та приємна | Хороша                  | Родюча                       | Гірська           | Лісиста               | Багата фруктами та золотом | Замерзла             | Гарна                  |
| Військові здібності       | Великодушний      | Віроломний         | Обережний          | Непереможний            | Морський герой               | Хоробрий          | Стрімкий              | Бунтівний                  | Важкий               | Лінивий                |
| Релігійність              | Надзвичайна       | Добра              | Дещо краща         | Дуже віруючий           | Мінливий, як місяць          | Ревний у вірі     | Вірить у всілякі речі | Енергійний                 | Невіруючий           | Також невіруючий       |
| Визнають своїм правителем | Монарха           | Короля             | Патріарха          | Кайзера                 | Інколи того, інколи іншого   | Вільне правління  | Обраного              | Вибраного                  | Будь-хто бажає       | Тиран                  |
| Багаті на                 | Фрукти            | Товари             | Вино               | Зерно                   | Пасовища                     | Шахти             | Хутро                 | Усе                        | Бджоли               | Делікатні й м’які речі |
| Розваги                   | Азартні ігри      | Шахрайство         | Плітки             | Пияцтво                 | Робота                       | Їжа               | Суперечки             | Бездіяльність              | Сон                  | Хвороба                |
| Аналог у світі тварин     | Слон              | Лисиця             | Рись               | Лев                     | Кінь                         | Віл               | Ведмідь               | Вовк                       | Осел                 | Кіт                    |
| Кінець життя              | В ліжку           | На війні           | У монастирі        | У вині                  | У воді                       | На землі          | У стайні              | Від шаблі                  | У снігу              | При спробі шахрайства  |